# Arleen
Arleen ist ein weiblicher Vorname. Er ist eine Variante des Vornamens Arline.

## Namensträgerinnen
- Arleen Augér (1939–1993), US-amerikanische Sopranistin
- Arleen Schloss (* 1943), US-amerikanische Performancekünstlerin, Video-Pionierin und Kuratorin
- Arleen Whelan (1916–1993), US-amerikanische Schauspielerin